# 김진향
김진향(1969년 3월 25일 ~ )은 대한민국의 정치학자이다. 북한 전문가이다.

## 생애
대구 달성군에서 태어났다. 대학에서 정치외교학을 전공하였고, '한반도 통일에 관한 담론의 분석'이라는 논문으로 박사학위를 취득하였다. 주된 연구분야로는 북한 체제, 남북관계, 평화통일 등이다. 박사학위를 받은 후 대학에서 시간강사 생활을 하다가 세종연구소에 들어가 객원연구위원으로 일했다. 세종연구소 북한연구센터에서 제32대 통일부 장관 이종석을 만났다.  대한민국 제 16대 노무현 대통령이 당선되자 대통령직 인수위원회에 참여했고, 인수위원회에서 국가 안전 보장 회의(NSC) 설계 작업을 했다. 참여정부에서 NSC 한반도 평화체계담당관으로 국정운영에 참여하여 남북 평화체계를 다루다가 통일외교안보정책실에서 더 폭넓게 남북관계를 담당했다. 이 과정에서 북한과 여러 번 교섭과 협상을 했다. 학자 입장에서 북한을 더 자세히 알기 위해 개성공업지구 근무를 자원했고 2008년 2월부터 4년간 개성에서 근무했다. 이 때 개성에서 발생하는 신청·세무·회계·세금·임금협상 등 북한과의 모든 협상을 담당하면서 거의 매일 북한 사람들과 부대끼고 토론하고 협상하는 경험을 했다.

## 학력
- 1976년 ~ 1982년:대구동곡초등학교
- 1982년 ~ 1985년:다사중학교
- 1985년 ~ 1988년:영진고등학교
- 1988년 ~ 1992년:경북대학교 정치학 학사
- 경북대학교 대학원 정치학 석사
- 1996년 ~ 2000년:경북대학교 대학원 정치학 박사

## 경력
- 2002년 5월 ~ 2003년 5월:세종연구소 북한연구센터 객원연구위원
- 2003년 5월 ~ 2004년 12월:국가 안전 보장 회의 사무처 행정관
- 2004년 2월 ~ 2005년 5월:대통령비서실 통일외교안보정책실 행정관
- 2005년 5월 ~ 2008년 2월:대통령비서실 인사수석보좌관 겸 인사비서관
- 2008년 2월 ~ 2011년 7월:개성공업지구관리위원회 기업지원부 부장
- 대통령비서실 통일외교안보정책실 전략기획실 국장
- 카이스트 미래전략대학원 연구교수
- 2017년 12월 ~ 개성공업지구지원재단 이사장/관리위원장